# Laure Watrin
Pour les articles homonymes, voir Watrin.
 (décembre 2019).
Laure Watrin, née le 10 avril 1971 à Nancy, est une journaliste, auteure française et « entrepreneuse sociale ». Elle a créé la collection de livres Les Pintades et a fondé l'association transonore.

## Biographie
Laure Watrin est diplômée de l’Institut d’études politiques de Paris[réf. nécessaire] et du Centre de formation des journalistes.
Elle est reporter radio à RTL de septembre 1995 à octobre 2006[réf. nécessaire].

### «Les Pintades»
Elle commence sa carrière d’auteure avec la publication aux Éditions Jacob-Duvernet de son premier livre, Les Pintades à New York, qu’elle signe avec sa coauteure Layla Demay. Ce premier ouvrage annonce le début de la collection des Pintades qu'elle a co-fondée et qu'elle co-dirige avec Layla Demay.
Elle est également la coauteure des ouvrages Le New York des Pintades aux éditions Jacob-Duvernet, d' Une vie de Pintade à Paris  et Les Pintades passent à la casserole aux Éditions Calmann-Lévy, qu’elle a également co-signés avec Layla Demay.
Elle est directrice de collection des ouvrages Les Pintades à Londres, Les Pintades à Téhéran, Une vie de Pintade à Beyrouth, Une Vie de Pintade à Madrid, Une vie de Pintade à Berlin, Une Vie de Pintade à Moscou et Une vie de Pintade en Afrique du Sud.
Entre 2007 et 2009, Laure Watrin co-signe avec Layla Demay trois documentaires Les Pintades dans le cadre de l’émission Le Club des Nouveaux Explorateurs, la série documentaire thématique de voyages diffusée sur Canal+ et présentée par Maïtena Biraben, puis par Diego Buñuel.

### Autres activités
Les documentaires sont des films d’exploration mettant l’accent sur les femmes dans des grandes villes du monde. Les villes explorées sont Londres, Rio de Janeiro et New York.
De 2011 à 2014, elle est chroniqueuse dans l'émission Service Public, présentée par Guillaume Erner, sur France Inter.
En 2016, elle co-fonde et co-dirige avec Pascal Canfin la collection de guides de voyage Out of The Box aux éditions les Arènes, dont elle a co-écrit le premier ouvrage, New York Out of The Box, avec Jeanne Chiaravalli.
Elle est la co-auteure de La République bobo, aux éditions Stock, et de Les 100 mots des bobos, aux éditions Que Sais-Je ?, co-écrits avec Thomas Legrand.
Le 4 juin 2021, elle fonde l'association transonore qui propose des ateliers de reportage radio pour concilier urgence écologique, justice sociale et enjeux démocratiques.

## Ouvrages

### Docugraphie
- Les Pintades à Londres[2], présenté par Maïtena Biraben dans le cadre de l’émission Les Nouveaux Explorateurs. Réalisé par Stéphane Carrel, auteures Layla Demay et Laure Watrin. Producteur délégué : Capa TV[3]. Durée : 28 min 50 s. Date de tournage : 2007.
- Les Pintades à Rio[4], présenté par Maïtena Biraben dans le cadre de l’émission Les Nouveaux Explorateurs. Réalisé par Stéphane Carrel, auteures Layla Demay et Laure Watrin. Producteur délégué : Capa TV[5]. Durée : 53 min 31 s. Date de tournage : 2008.
- Les Pintades à New York[6], présenté par Diego Buñuel dans le cadre de l’émission Les Nouveaux Explorateurs. Réalisé par Jean-Marie Barrère, auteures Layla Demay et Laure Watrin. Producteur délégué : Capa TV[7]. Durée : 51 min 49 s. Date de tournage : 2008.

## Vie privée
Laure Watrin est mariée avec Thomas Legrand et a trois enfants.